# جون لويس تايلور
جون لويس تايلور (بالإنجليزية: John Louis Taylor)‏ هو محامي وقاضي وسياسي أمريكي، ولد في 1 مارس 1769 بلندن في الإمبراطورية الرومانية، وتوفي في 29 يناير 1829 في الولايات المتحدة. انتخب عضو مجلس نواب كارولينا الشمالية.